# Наср-ілек
Наср-ілек (д/н — 1012) — караханідський ілек Мавераннахра в 999—1012 роках. Знищив Саманідську державу.

## Життєпис
Походив з династії Караханідів. Син великого кагана Алі Арслан-хана. У 993 році очолив похід проти Саманідів, боротьба з якими тривала до 996 року. Втік внаслідок втручання Газневідів Наср ібн Алі вимушений був залишити Ферганську долину.
У 996 році уклав договір з Себук-Тегіном Газні щодо спільних дій проти Саманідів, внаслідок чого відвоював Фергану, Худжан, Шаш, Урсрушану, Ілак. Проте подальшим діям завадила загибель батька 998 року. Новий великий каган — його брат Ахмад Арслан-хан надав Насру титул ілека (третій за важливістю в державі).
У 999 році відновив наступ, зайнявши область Чач. Продовжив успішний наступ, оскільки в Саманідській державі тривала боротьба за трон. При підході карахіндського війська до саманідської столиці Бухари гвардія перейшла на бік Насра, передавши йому еміра Абд аль-Маліка II. Наср-ілек своєю резиденцією обрав Узген, фактично створивши незалежну державу.
1000 року проти його влади повстав Ісмаїл II Самані. Втім його швидко було переможено й він втік до Хорасану. 1001 року Наср-ілек за угодою з Махмудом Газневі остаточно оформив поділ колишньої Саманідської держави по річці Амудар'я. 1003 році за підтримки огузів Ісмаїл Самані вдерся до Мавераннахру, але зазнав поразки від військ Насра під Самаркандом. Остаточно приборкано заворушення до 1005 року. Тоді ж приєднано Ісфіджаб.
За цим вирішив кинути виклик Газневідам. 1006 року перейшов Амудар'ю, захопивши Балх і Нішапур. Прихід війська Махмуда Газневі змусив Наср-ілека відступити.1007 році в союзі зі стриєчним братом Юсуфом розпочав новий наступ. Проте 1008 року у битві біля Балху Нас-ілек зазнав важкої поразки. Після цього зосередився на управлінні своїм володінням. Помер 1012 року. Мавераннахр зайняв великий каган Ахмад Арслан-хан.